# Kedrostis elongata
Kedrostis elongata är en gurkväxtart som beskrevs av Keraudr. Kedrostis elongata ingår i släktet Kedrostis och familjen gurkväxter. Inga underarter finns listade i Catalogue of Life.